# Primera B (Chile)
Die Primera B ist die zweithöchste Spielklasse im chilenischen Vereinsfußball und wird durch die Asociación Nacional de Fútbol Profesional, die dem nationalen Verband Federación de Fútbol de Chile untersteht, organisiert. Derzeit lautet die offizielle Ligabezeichnung „Ascenso Betsson“, benannt nach dem aktuellen Ligasponsor.
Gespielt wird in einer Liga mit Hin- und Rückspielen in einem Kalenderjahr. Im Jahr 1997 wurden wie in anderen Ländern Südamerikas üblich zwei Halbjahresmeisterschaften, Apertura im ersten Kalenderhalbjahr und die Clausura im zweiten Kalenderhalbjahr, ausgetragen. 2013 gab es durch den Wechsel vom Kalenderjahr auf Juli bis Juni eine verkürzte Saison so wie 2017, als wieder auf das Kalenderjahr zurückgestellt wurde.

## Historisches
Die Liga wurde 1952 unter dem Namen Segunda División gegründet und 1996 zur Primera B umbenannt. Die automatische Aufstiegsregelung gibt es seit 1954, auch wenn in der ersten Saison CD Palestino und Rangers de Talca in die erste Liga aufgestiegen sind. Von 1969 bis 1990 wurde die Saison zweigeteilt, in einer Serie wurde im Ligasystem und in der zweiten Serie in der Finalrunde gespielt, an der nur die besten Ligateams teilnahmen und den Aufstieg im Pokalmodus ausspielten.

## Modus
Aktuell spielen 16 Teams eine Liga mit Hin- und Rückserie aus. Der Meister steigt direkt in die erste Liga auf. Die Teams auf den nachfolgenden sieben Plätzen spielen in einer Play-off-Runde den zweiten Aufsteiger aus. Der Tabellenletzte steigt in die dritte Liga, die Segunda División, ab.

## Teilnehmer
Folgende Vereine nehmen an der Meisterschaft 2025 teil:
|  | Mannschaft                   | Stadt             | Stadion                            | Kapazität |
|  | ---------------------------- | ----------------- | ---------------------------------- | --------- |
|  | Deportes Antofagasta         | Antofagasta       | Estadio Regional de Antofagasta    | 21.178    |
|  | San Marcos de Arica          | Arica             | Estadio Carlos Dittborn            | 09.746    |
|  | CD Universidad de Concepción | Concepción        | Estadio Ester Roa                  | 30.448    |
|  | Deportes Copiapó             | Copiapó           | Estadio Luis Valenzuela Hermosilla | 08.000    |
|  | Curicó Unido                 | Curicó            | Estadio La Granja                  | 08.278    |
|  | Deportes Concepción          | Concepción        | Estadio Municipal de Concepción    | 29.000    |
|  | Santiago Wanderers           | Valparaíso        | Estadio Elías Figueroa Brander     | 18.500    |
|  | CD Cobreloa                  | Calama            | Estadio Municipal de Calama        | 12.000    |
|  | Deportes Recoleta            | Recoleta          | Estadio Joaquín Muñoz García       | 05.000    |
|  | CD Magallanes                | San Bernardo      | Estadio Municipal de San Bernardo  | 03.500    |
|  | Unión San Felipe             | San Felipe        | Estadio Municipal de San Felipe    | 12.000    |
|  | CD San Luis de Quillota      | Quillota          | Estadio Lucio Fariña Fernández     | 07.680    |
|  | Deportes Santa Cruz          | Santa Cruz        | Municipal Leonel Sánchez Lineros   | 01.000    |
|  | CD Santiago Morning          | Santiago de Chile | Estadio Municipal de La Pintana    | 06.000    |
|  | Rangers de Talca             | Talca             | Estadio Fiscal de Talca            | 08.200    |
|  | Deportes Temuco              | Temuco            | Estadio Germán Becker              | 18.100    |

## Meister der Primera B
| Team                       | Meister | Zweiter | Saisons als Meister       | Saisons als Zweiter                      |
| -------------------------- | ------- | ------- | ------------------------- | ---------------------------------------- |
| Deportes La Serena         | 4       | 4       | 1957, 1987, 1996, 2024    | 1956, 1960, 2003, 2019                   |
| San Luis de Quillota       | 4       | 2       | 1955, 1958, 1980, 2014/15 | 1968, 1983                               |
| Coquimbo Unido             | 4       | 2       | 1962, 1977, 2018, 2021    | 1966, 1990                               |
| Rangers de Talca           | 3       | 5       | 1988, 1993, 1997 Apertura | 1952, 1977, 2000, 2007, 2011             |
| Unión San Felipe           | 3       | 4       | 1970, 2000, 2009          | 1961, 1988, 2014/15, 2020                |
| CD Santiago Morning        | 3       | 3       | 1959, 1974, 2005          | 1957, 1958, 1981                         |
| Deportes Iquique           | 3       | 3       | 1979, 1997 Clausura, 2010 | 1992, 2008, 2023                         |
| CD Santiago Wanderers      | 3       | 2       | 1978, 1995, 2019          | 1999, 2009                               |
| Unión La Calera            | 3       | 2       | 1961, 1984, 2017          | 1955, 2010                               |
| Deportes Temuco            | 3       | 1       | 1991, 2001, 2015/16       | 1959                                     |
| CD San Marcos de Arica     | 3       | 1       | 1981, 2012, 2013/14       | 2016/17                                  |
| Provincial Osorno          | 3       | —       | 1990, 1992, 2007          | —                                        |
| Deportivo Ñublense         | 2       | 6       | 1976, 2020                | 1969, 1971, 1973, 1980, 2006, 2012       |
| CD Cobresal                | 2       | 2       | 1983, 1998                | 1993, 2001                               |
| CDP Curicó Unido           | 2       | 2       | 2008, 2016/17             | 2013, 2015/16                            |
| Deportes Concepción        | 2       | 2       | 1967, 1994                | 1984, 2004                               |
| Deportes Antofagasta       | 2       | 1       | 1968, 2011                | 2005                                     |
| Green Cross                | 2       | 1       | 1960, 1963                | 1959                                     |
| Lota Schwager              | 2       | 1       | 1969, 1986                | 1967                                     |
| CD Palestino               | 2       | 1       | 1952, 1972                | 1989                                     |
| Deportes Melipilla         | 2       | —       | 2004, 2006                | —                                        |
| CD Universidad Católica    | 2       | —       | 1956, 1975                | —                                        |
| Everton de Viña del Mar    | 1       | 4       | 2003                      | 1974, 1982, 1997 Apertura, 1997 Clausura |
| CD Huachipato              | 1       | 3       | 1966                      | 1965, 1991, 1994                         |
| CD O’Higgins               | 1       | 3       | 1964                      | 1976, 1986, 1998                         |
| Deportes Puerto Montt      | 1       | 1       | 2016/17                   | 1996                                     |
| CD Arturo Fernández Vial   | 1       | 1       | 1982                      | 1985                                     |
| Naval de Talcahuano        | 1       | 1       | 1971                      | 1978                                     |
| CD Trasandino de Los Andes | 1       | 1       | 1985                      | 1963                                     |
| Universidad de Concepción  | 1       | 1       | 2013                      | 2002                                     |
| CD Magallanes              | 1       | 1       | 2022                      | 2024                                     |
| Deportes Aviación          | 1       | —       | 1973                      | —                                        |
| Badminton FC               | 1       | —       | 1965                      | —                                        |
| CD Thomas Bata             | 1       | —       | 1953                      | —                                        |
| Universidad de Chile       | 1       | —       | 1989                      | —                                        |
| Unión Española             | 1       | —       | 1999                      | —                                        |
| CD Cobreloa                | 1       | —       | 2023                      | —                                        |
|                            |         |         |                           |                                          |

## Ewige Torschützenliste
| Rang | Spieler           | Nationalität | Tore | Zeitraum  | Verein(e)                                                                                                |
| ---- | ----------------- | ------------ | ---- | --------- | --- |
| 1    | Patricio Bonhomme | Chile        | 152  | 1972–1991 | Curicó Unido, Colchagua, Deportes Linares, Huachipato, Fernández Vial, Lota Schwager, Deportes Lozapenco |
| 2    | Ariel Pereyra     | Argentinien  | 141  | 1994–2013 | Everton, Unión La Calera, Curicó Unido                                                                   |
| 3    | Sergio Salgado    | Chile        | 132  | 1976–1997 | Deportes Iberia, Unión La Calera, Cobresal, San Marcos de Arica                                          |

Stand: 26. August 2021